# Heptachispa
Heptachispa là một chi bọ cánh cứng trong họ Chrysomelidae.
Chi này được miêu tả khoa học năm 1953 bởi Uhmann.

## Các loài
Các loài trong chi này gồm:
- Heptachispa crassicornis (Chapuis, 1877)
- Heptachispa delkeskampi (Uhmann, 1940)
- Heptachispa sordidula (Weise, 1913)
- Heptachispa texta (Uhmann, 1940)
- Heptachispa vitticollis (Weise, 1911)